# キャロライナ・リーパー
キャロライナ・リーパー（英語: Carolina Reaper）、元の名をHP22Bはカプシクム・キネンセ Capsicum chinenseという唐辛子の品種である。赤くてこぶがありごつごつしたさやで、大鎌のような尾がついている。

## 起源と使用
キャロライナ・リーパーは、フォートミルにあるパッカーバッド・ペッパー・カンパニーの経営者である「スモーキン」・エド・カリーによってサウスカロライナ州のロックヒルにある温室で育てられ、2013年8月7日よりギネス世界記録によって世界一辛い唐辛子に認定された。元々の交配種はかつて世界記録を保持していたゴースト・ペッパーとレッド・ハバネロで、尾の形から大型の鎌を持った死神を意味する「リーパー」と名付けられた。サウスカロライナ州にあるウィンスロップ大学によって行われたテストによると、公式の世界記録の辛さレベルは1,569,300スコヴィル値（SHU）である。この値は一束の唐辛子をテストした平均値で、最も辛い単体の唐辛子は2,200,000SHUと測定された。
2014年3月30日に行われた第2回ニューヨークシティ・ホットソース・エキスポで、ギネス世界記録側はエド・カリーに世界記録を贈呈した。そこで大食い競争も行われ、新ギネス記録の12.23秒で3個のキャロライナ・リーパーを食べたラッセン・トッドが優勝した。この記録は10.95秒で3個のキャロライナ・リーパーを食べ尽くしたジェーソン・マクナブによって塗り替えられた。2016年4月24日にブルックリンで行われたニューヨークシティ・ホットソース・エキスポのスモーキン・エド会社主催のキャロライナ・リーパー大食い競争で、クイーンズ区のジャマイカ地区出身ウェイン・アルゲニオは1分間に22個のキャロライナ・リーパーを食べて世界記録を破った。2023年9月26日には、マイク・ジャック氏（カナダ在住）が「キャロライナ・リーパーを50本を6分49.2秒で食べる世界最速記録」を達成し、直後にはさらに85本を完食（合計135本）し、ギネス世界記録に認定された。マイク氏にとって今回で5つめの世界記録となった。
2015年1月より、キャロライナ・リーパーを使用したトルティーヤ・チップスがパキ社により発売された。

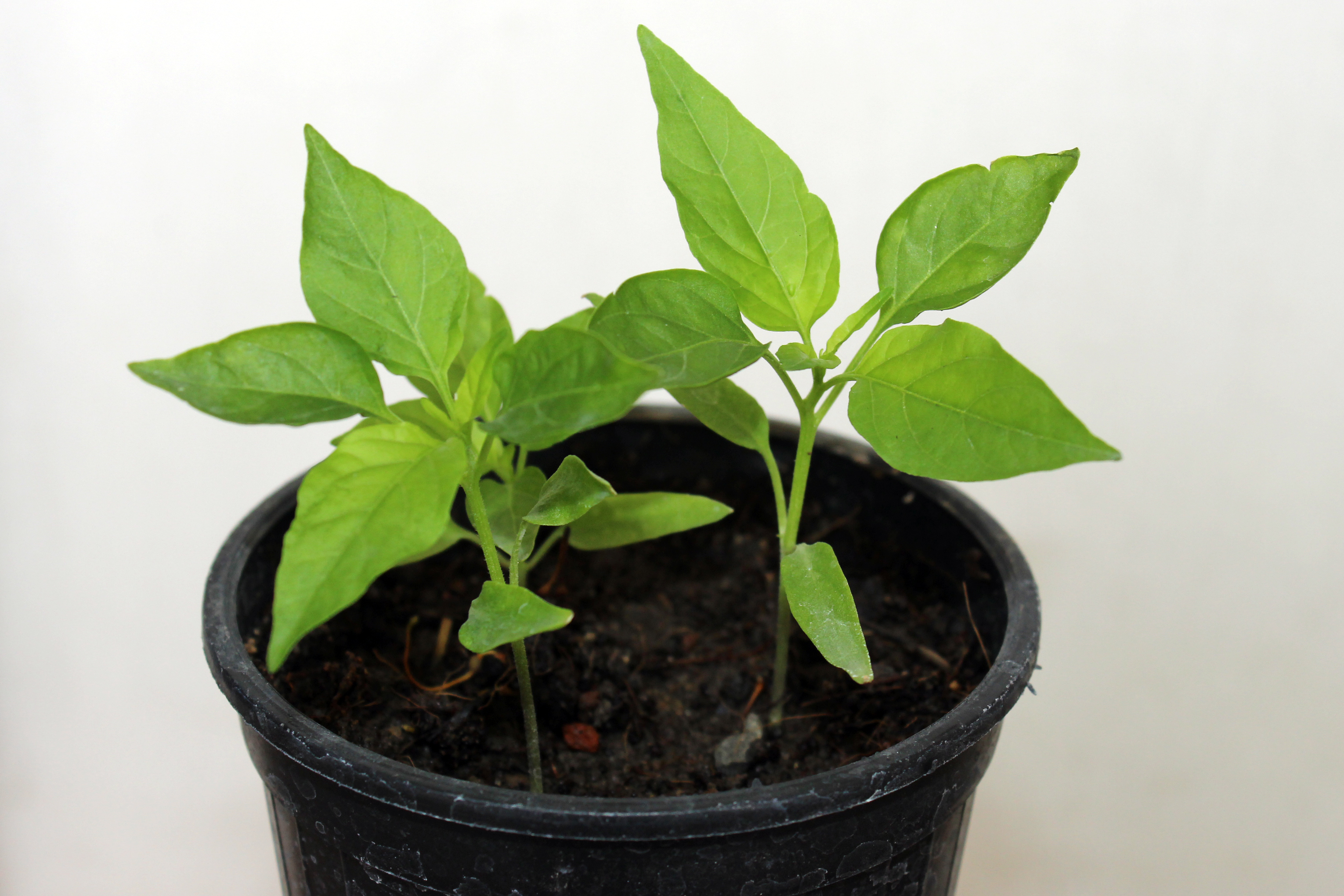
30日経ったキャロライナ・リーパーの苗
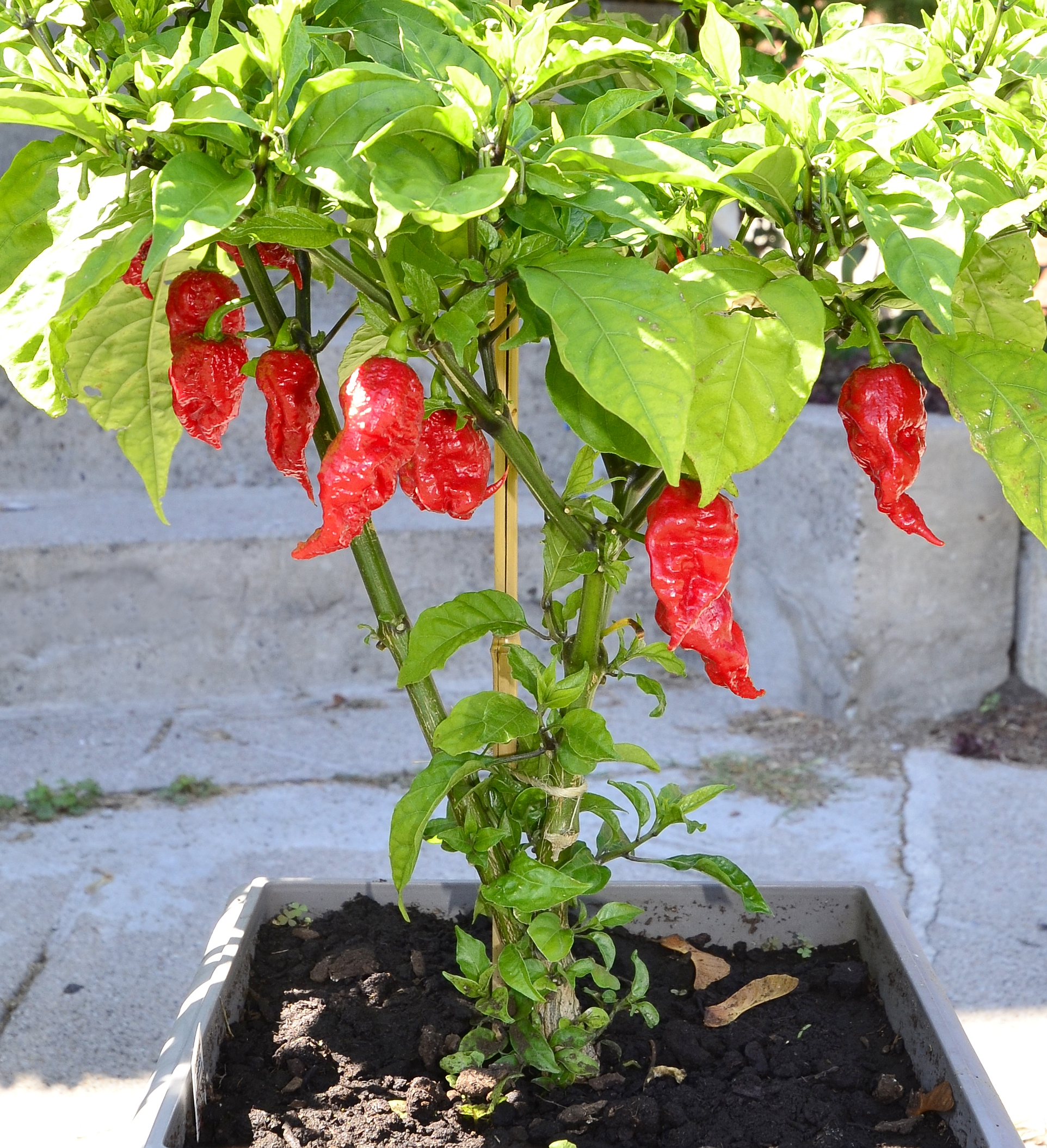
成長した苗

## ギネス記録
2013年にギネス世界記録でそれまで記録を保持していたトリニダード・スコーピオン・ブッチ・テイラーを越えて世界で最も辛い唐辛子に認定された。
しかしながら、その後、キャロライナ・リーパーより辛いとされる唐辛子ドラゴンズ・ブレスが開発されている。また、キャロライナ・リーパーを交配して作ったキャロライナ・リーパーの約2倍のスコヴィル値 3,180,000を誇るペッパーXも作られている。
2023年10月、ギネスワールドレコーズはペッパーXを世界で最も辛い唐辛子として認定した。

## 危険性
2018年に報告された事故例として、アメリカで開催された大食い大会でキャロライナ・リーパーを食べた男性が脳血管攣縮を起こして倒れ、病院の集中治療室で手当てを受けた事例がある。なお、脳血管の攣縮は可逆性であり、男性はその後回復している。他の品種においても同様であるが、素手で触ると危険な上、成分が揮発して喉や目を痛めるため扱い時はゴム手袋をして防護マスクをするなど完全防備をすることが望ましい。